# 2MASS
Les observacions pel Two Micron All-Sky Survey (2MASS) Reconeixement en Dos Micròmetres de Tot el Cel començaren l'any 1997 i es varen completar l'any 2001 amb dos telescopis situats un a l'hemisferi nord i l'altre a l'hemisferi sud (al Mont Hopkins Arizona i a Cerro Tololo (CTIO) Xile, respectivament) amb la finalitat d'abastar el cel complet. El projecte més ambiciós encaminat a crear un planisferi del cel nocturn posat al dia, la data del llançament final (després del procés) del 2MASS fou l'any 2003. El cel complet fou inspeccionat usant sistemes fotomètrics i tres bandes infraroges voltant els 2 micròmetres (({\displaystyle \mu }m): J (1,25 {\displaystyle \mu }m), H (1,65 {\displaystyle \mu }m), i Ks (2,17 {\displaystyle \mu }m).
Les metes d'aquest reconeixement foren:
- La detecció de galàxies en la zona anomenada "Zona d'Elusió", una faixa del cel enfosquida per la nostra pròpia galàxia, la Via Làctia, en l'espectre visible.
- La primera detecció de nanes marrons.
- Una inspecció extensiva d'estrelles de massa petita, el tipus més comú d'estrella tant a la nostre pròpia galàxia com a les altres.
- Catalogació de totes les estrelles i galàxies detectades.

La darrera meta fou aconseguida de manera admirable. Les descripcions numèriques de les fonts puntuals (estrelles, planetes, asteroides) i fonts extenses (galàxies, nebuloses foren catalogades per programes de computació automàtics fins a la magnitud mitjana límit de 14 aproximadament. Més de 300 milions de fonts puntuals i 1 milió de fonts extenses foren catalogades. El novembre de 2003, un equip de científics anunciaren els descobriment de la galàxia de Canis Major, en aquell temps la galàxia satèl·lit més propera coneguda a la Via Làctia, basant-se en les anàlisis de les dades estel·lars del 2MASS.
Els dades i les imatges resultat de la inspecció són actualment de domini públic, i es poden obtenir en línia de franc per qualsevol. També es pot consultat una llista de publicacions científiques del 2MASS que enllacen a còpies lliures abans de la publicació dels documents.
El 2MASS fou patrocinat per la Universitat de Massachusetts (coneguda com a UMASS, l'origen del nom del reconeixement) i el Centre d'Anàlisi i Processament infraroig (IPAC, administrat per JPL i Caltech), la NASA, i el NSF.